# Gare de Saint-Flour - Chaudes-Aigues
La gare de Saint-Flour - Chaudes-Aigues est une gare ferroviaire française de la ligne de Béziers à Neussargues (dite aussi ligne des Causses), située sur le territoire de la commune de Saint-Flour, dans le département du Cantal en région Auvergne-Rhône-Alpes.
Elle est mise en service en 1888 par la Compagnie des chemins de fer du Midi et du Canal latéral à la Garonne (Midi) 
C'est une gare voyageurs de la Société nationale des chemins de fer français (SNCF), desservie par le train Aubrac. Elle est également ouverte au service des marchandises.

## Situation ferroviaire
Établie à 784 mètres d'altitude, la gare de Saint-Flour - Chaudes-Aigues est située au point kilométrique (PK) 689,628 de la ligne de Béziers à Neussargues, entre les gares ouvertes de Saint-Chély-d'Apcher et de Neussargues. En direction de Saint-Chély s'intercalent les gares fermées de Bégut, Ruynes-en-Margeride, Garabit, Loubaresse et Arcomie, et vers Neussargues, celles d'Andelat et de Talizat.
Ancienne gare de bifurcation, elle était l'aboutissement de la ligne de Beaumont-Loriat à Saint-Flour (déclassée en 1954).

## Histoire

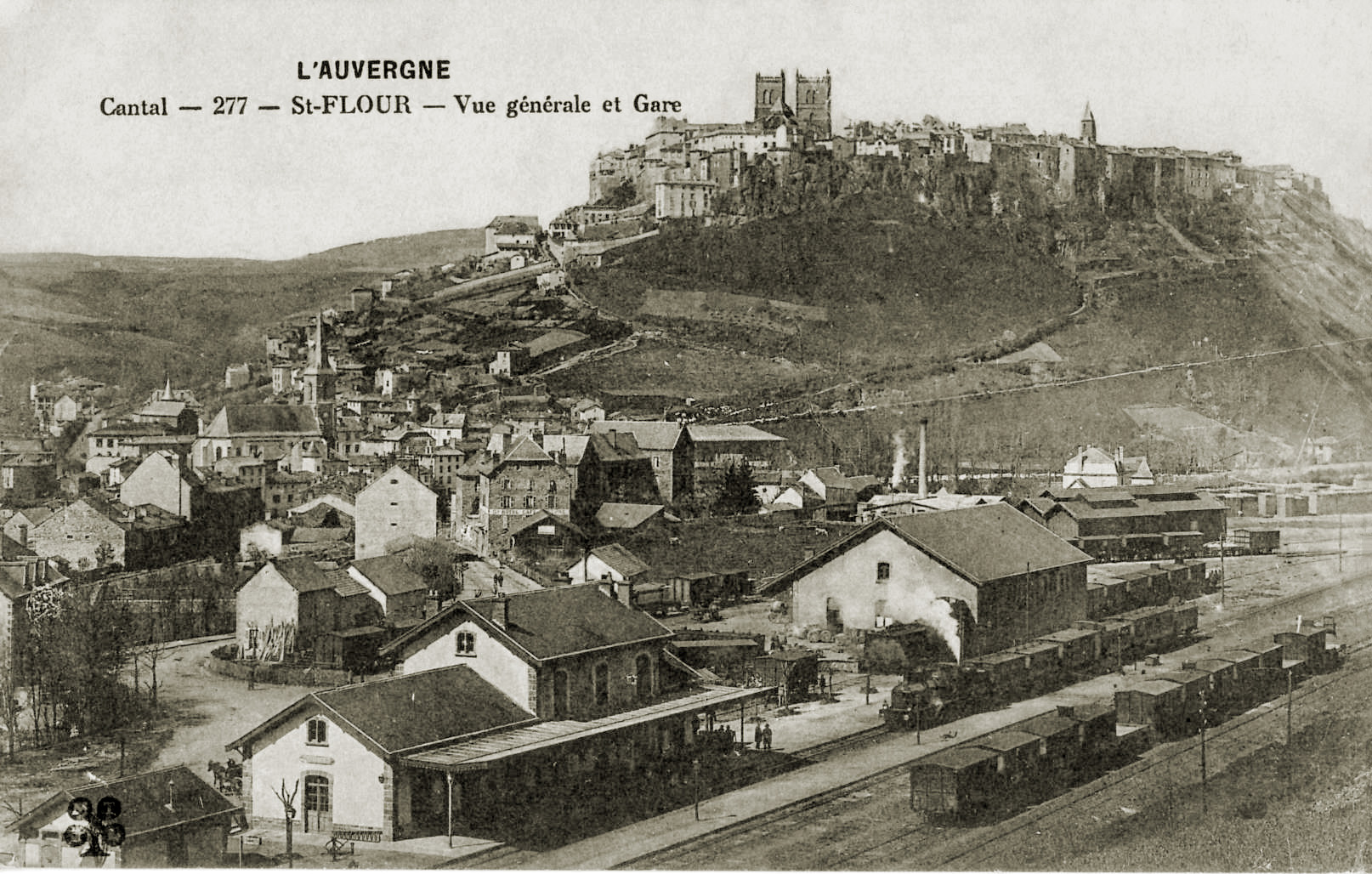
La gare, au début du XX

La « station de Saint-Flour » est mise en service le 27 mai 1888 par la Compagnie des chemins de fer du Midi et du Canal latéral à la Garonne, lorsqu'elle ouvre à l'exploitation la section de Saint-Chély à Saint-Flour.
Elle était desservie par un train Corail (relation Paris - Béziers) jusqu'en décembre 2007, date de la mise en place de la relation Téoz entre Paris et Clermont. Dès lors, la relation se limite à un aller/retour Clermont - Béziers. 
Entre juillet 2010 et décembre 2011, la rame Corail a été remplacée par des automotrices de type Z2, obligeant une correspondance supplémentaire en gare de Neussargues (la ligne n'étant pas électrifiée entre Neussargues et Clermont-Ferrand). Cette « rupture de charge » à Neussargues prit fin avec l'entrée en vigueur du service annuel 2012 où l'Aubrac est désormais assuré en matériel thermique X 73500.

## Fréquentation
De 2015 à 2023, selon les estimations de la SNCF, la fréquentation annuelle de la gare s'élève aux nombres indiqués dans le tableau ci-dessous:
| Année     | 2015   | 2016   | 2017   | 2018   | 2019   | 2020   | 2021   | 2022   | 2023   |
| --------- | ------ | ------ | ------ | ------ | ------ | ------ | ------ | ------ | ------ |
| Voyageurs | 31 195 | 24 011 | 23 882 | 21 879 | 20 316 | 16 395 | 20 499 | 24 527 | 11 386 |

## Service des voyageurs

### Accueil
Gare SNCF, elle dispose d'un bâtiment voyageurs. Le guichet est fermé depuis le 1er novembre 2018.
La traversée des voies s'effectue par un passage à niveau planchéié (voir photo ci-dessous).

### Desserte
La gare de Saint-Flour - Chaudes-Aigues est desservie :
- par des cars TER Occitanie.

### Intermodalité
Un parking pour les véhicules est aménagé. En renforcement ou remplacement des dessertes ferroviaires, la gare est desservie par les Cars Région et des autocars TER Occitanie. Le transport urbain est également mis en service depuis la rentrée 2013.

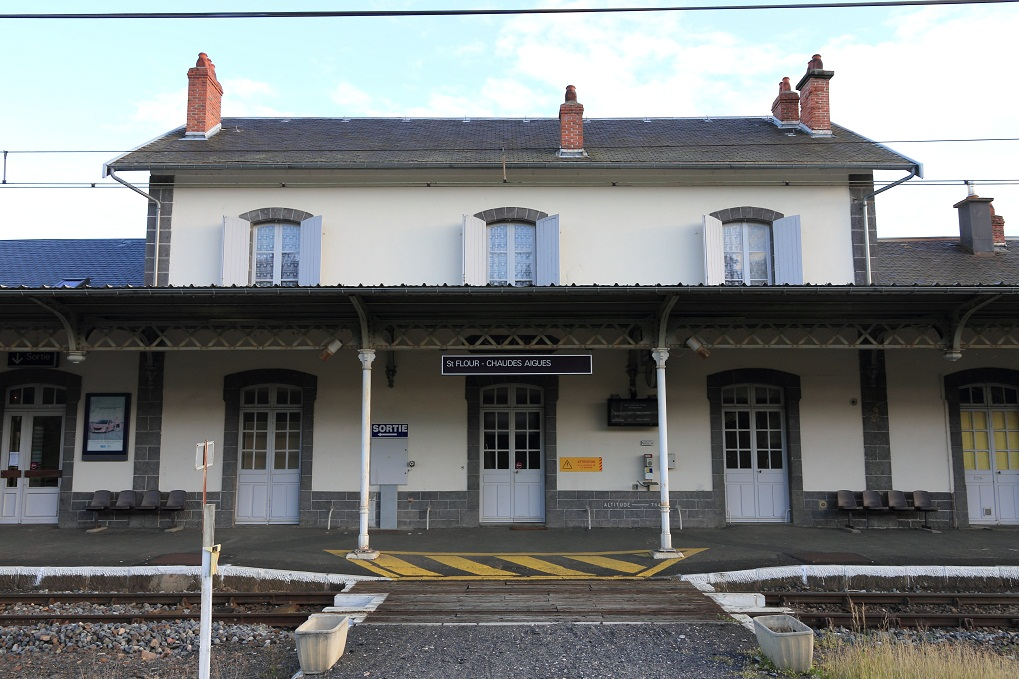
Passage planchéié.
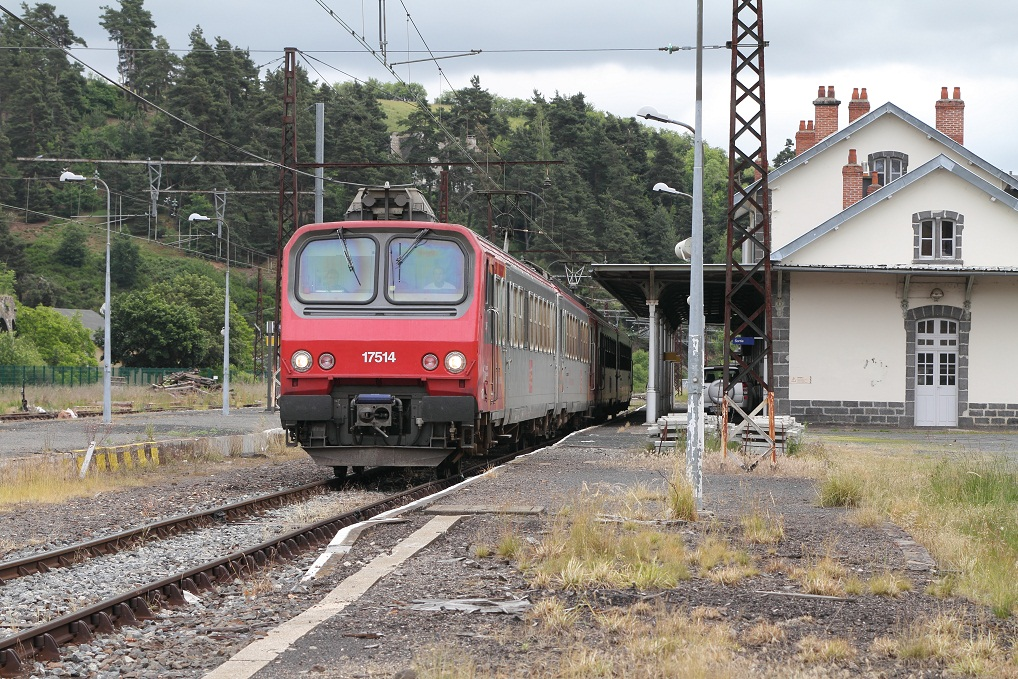
La Z 7514 à quai en 2011.
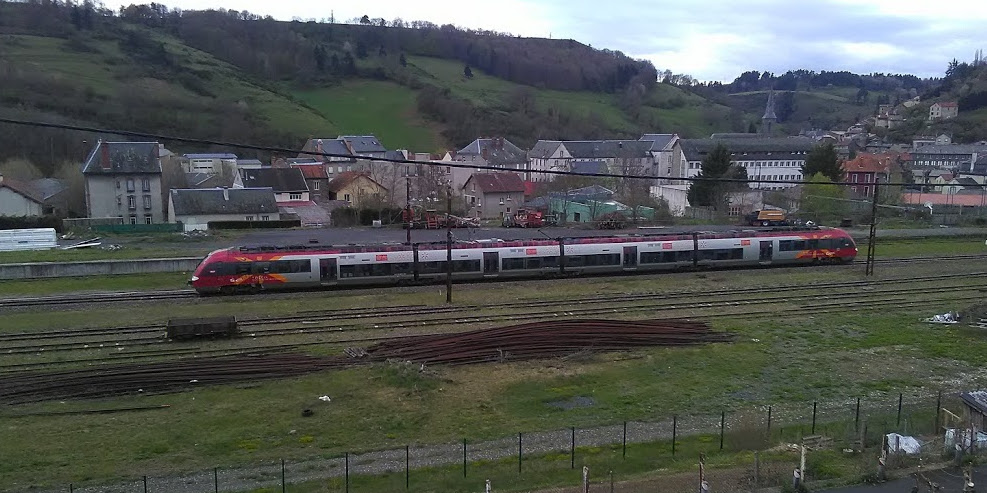
Train en gare de Saint-Flour - Chaudes-Aigues (mai 2019).

## Service des marchandises
Saint-Flour - Chaudes-Aigues est toujours une gare ouverte au service du fret, même si plus aucun train ne s'y arrête depuis le début des années 2000.